# 斯莫蘭
斯莫蘭（瑞典語：Småland）是位於瑞典南部，約塔蘭地區的一個舊省。與布萊金厄、斯科訥、哈蘭、西約特蘭和東約特蘭陸上接壤。